# Rose Hill (contea di Fairfax, Virginia)
Rose Hill è un census-designated place (CDP) degli Stati Uniti d'America, situato nello stato della Virginia, nella contea di Fairfax. Secondo il censimento del 2020 gli abitanti di Rose Hill ammontavano a 21 045.